# ざわざわ森のがんこちゃん
『ざわざわ森のがんこちゃん』（ざわざわもりのがんこちゃん）は、NHK教育テレビ→NHK Eテレで1996年4月8日から放送されている幼稚園・保育所および小学校1年生向けの道徳番組である。幼稚園・保育所向けは道徳および生活領域、小学校1年生向けは道徳に対応している。
本項目では、この番組のシリーズ作品である下記5番組についても合わせて触れることにする。
- 『新・ざわざわ森のがんこちゃん』 - 2015年度後期から放送中の続編
- 『えいごでがんこちゃん』- 派生番組。低学年向け英語学習番組
- 『がんがんがんこちゃん』 - アニメ版。
- 『もしもドラマ がんこちゃんは大学生』 - スピンオフミニドラマ。
- 『ざわざわえんのがんぺーちゃん』- 派生番組。低学年向けその他学習番組

## 概要
元々は小学校1年生向けの番組としてスタートしたが、小学校2年生向け番組の『バケルノ小学校 ヒュードロ組』が2008年度限りで終了したことに伴い、2009年度より小学校1 - 2年生向け番組となった。小学校1年生向けと2年生向けの道徳番組が単一番組となったのは、前番組『のびのびノンちゃん』開始前の『あつまれ!じゃんけんぽん』初期以来19年ぶりである。
2011年度からハイビジョン化に伴い新シリーズが開始するとともに、ギャオくんなどの新キャラクターも登場するようになった。また、主題歌も従来担当していた谷啓が2010年9月に死去したため、2011年度からは瀬川瑛子に変更された。
2013年度から小学校1 - 2年生向け番組として『銀河銭湯パンタくん』が新たに開始したことに加えて、「幼保小連携」に伴う学校放送での幼稚園・保育所向け番組の実質的な復活という編成方針も相まって、2013年度以降は幼稚園・保育所および小学校1年生向けに対象を変更するようになった。また、これにより小学校1年生向けの道徳番組は『ざわざわ森のがんこちゃん』と『銀河銭湯パンタくん』の2番組が並立するようになった。
原作・脚本は童話作家の末吉暁子、キャラクターデザインは絵本作家の武田美穂、テーマソングを歌うのは谷啓（2010年度まで）、瀬川瑛子（2011年度より2015年度前期まで）、松平健（2015年度後期より）。字幕放送（2009年度より）、視覚障害者向けに副音声による解説放送がある（2001年度より）。解説担当は、茶風林、松本保典。
2015年10月9日から、続編の『新・ざわざわ森のがんこちゃん』（以下、『新がんこちゃん』と表記）が開始するとともに、小学校低学年向けの英語番組『えいごでがんこちゃん』が新たに開始した（2016年度以降はえいごで〜も幼稚園・保育園向けに加わり、幼稚園・保育園向けは異文化交流領域として放送している）。
『新がんこちゃん』へのリニューアル
夏のテレビクラブにて2015年7月30日と31日に第1回と第2回の先行放送を行い、2015年10月9日より放送開始。10分番組に変更。これに伴いオープニングでキャスト・スタッフクレジットをまとめて表示、エンディングは左上に番組タイトルロゴ、右下に「おわり 制作・著作/NHK」と表示する形式に変更された。
作・脚本担当が押川理佐に変更され、これまでの原作・脚本を担当した末吉暁子（2016年5月28日に死去）は「プロット監修」の肩書に変更された。
主人公がんこちゃんの声優があきやまるな（2014年3月8日に死去）から根本圭子に、主題歌の担当が松平健にそれぞれ変更された。
2016年度の新作（第11回 - 第20回）は、道徳が「教科外活動」から「特別の教科」に格上げされた、2015年3月改正の学習指導要領にいち早く対応。
2019年度以降は、過去の放送からのセレクション放送を行っている。
20周年記念番組
2016年12月31日、がんこちゃん20周年を記念した特別番組「エピソード0〜ざわざわ森とさばくのひみつ〜」がEテレで同日17:00 - 17:30に放送された。これまで断片的に語られてきた、がんこちゃんの世界の謎の一端が明かされるという内容。
特番ゲストとして人間の少年・シン（声 - 鈴木福）とその妹・スイ（声 - 内田未来）が出演。松平健も兄妹の父親（声のみ）と新規録音の主題歌（フルバージョン）を担当。
- 原案：末吉暁子
- 脚本：赤尾でこ
- テーマ曲：松平健「ドンドンズズンがんこちゃん2016」

テレビアニメ『がんがんがんこちゃん』

## 放送時間
いずれも日本時間。
ざわざわ森のがんこちゃん

### 平日時代
- 1996年度 - 2003年度：月曜09:30 - 09:45、木曜09:00 - 09:15（再放送）
- 2004年度 - 2010年度：月曜09:00 - 09:15、木曜09:00 - 09:15（再放送）
- 2011年度：水曜09:00 - 09:15、金曜09:00 - 09:15（再放送）
- 2012年度 - 2015年度前期：金曜09:00 - 09:15

新・ざわざわ森のがんこちゃん
- 2015年度後期：金曜09:00 - 09:10
- 2016年度 - 2020年12月：金曜 09:00 - 09:10

ざわざわえんのがんぺーちゃん
- 2021年1月 - 2021年3月：金曜 09:00 - 09:10

えいごでがんこちゃん
- 2015年度後期 - 2019年度：金曜09:10 - 09:15
- 2020年度前期：木曜 09:50 - 09:55
- 2020年度後期：月曜 09:00 - 09:05

### 土曜時代
- 2007年度：土曜08:20 - 08:35（再放送）
- 2008年度 - 2010年度：土曜07:45 - 08:00（再放送）

### 夕方時代
新・ざわざわ森のがんこちゃん
- 2015年度後期：金曜15:30 - 15:40（再放送）

## 解説
環境汚染の影響で一部の地域を除いて地球は砂漠化し、人類は既に絶滅していた。そこではかつて人間による遺伝子操作によってつくられた高度な知能を持つ恐竜などの動物達（サソリやカタツムリ、キノコや木、あるいは河童などの架空の動物をベースにした生物もいる）が、人類に代わり、地球で文明を営んでいた。「ざわざわ森のがんこちゃん」は都会から、まだ自然が残る「ざわざわ森」へ引っ越してきた恐竜一家と、その仲間達の物語である。毎回のストーリーは子供向けの作品であるだけに分かりやすいものであるが、深い設定がある。
学校の地下にある古時計は時空とつながることが出来、人間たちのいる時代へタイムスリップもしたことがある。その時代は何百年も前だとされるが、すでにヒゲ校長やガメさんは存在していた。
スペシャル版として『バケルノ小学校 ヒュードロ組』のキャラクターと共演したことがある。また2008年12月29日、NHKが教育テレビジョンの放送時間を大幅に短縮した際には、その特別編成の幕開けとなった『ど〜する?地球のあした』特別版（エコクイズ）にがんこちゃんが“出張”して参加した。
2013年2月11日には『ざわざわ森のがんこちゃんスペシャルショー 〜プリンプリンと大ぼうけん〜』と題し、『プリンプリン物語』と『ひょっこりひょうたん島』のキャラクターが登場する話を放送した。
また、声優に関しては現在は基本レギュラー11人で吹き替えているが、ある回の話にレギュラー声優が担当しているキャラクターが一人も登場しない場合もある。また、あるお話によってゲストや他の人形劇の客演などもある。レギュラー声優の中には、途中で引退や産休、死去など途中で別の声優に変更されたり、代役が置かれる場合もある。
『銀河銭湯パンタくん』スペシャル「がんこちゃんとタイムトラベル!?」（2013年12月31日 火曜08:30-09:00放送）によれば、パンタくんらがタイムマシンで『ざわざわ森のがんこちゃん』のがんこちゃんが住む未来の地球を訪れる。そのタイムマシンのメーターには、約42万8千年という数字が示されている。

## 登場キャラクター

### 主要キャラクター
がんこちゃん
声 - あきやまるな（1996年度 - 2015年度前期）→根本圭子（2015年度後期以降）
主人公の恐竜の女の子。体色はピンク（作中の雌恐竜に共通）。両親譲りの明るくパワフルな性格で、多少抜けているが優しく思いやりもある。体当たりであらゆるものも吹っ飛ばす。石で出来た黄色いリボンと葉っぱのポシェットがお気に入り。自分の先祖にあたる恐竜は人間に生み出されていたことを知っていたが、『エピソード0』では具体的に人間がどのような者なのかは理解していなかった。泳げないのでドーナツ沼からは唯一橋を渡ってマンナカ小学校へ登校している。頭・顔がブタで体が恐竜のぬいぐるみ「ブーちゃん」を大事にしている。
お父さん
声 - 緒方賢一
がんこちゃんのお父さん。名前は「がんたろ」。体色は青（作中の雄恐竜に共通）。普段はお母さんと家事を分担しているが、もっぱらお父さんの方が積極的に行っており、家庭的で温厚な性格。夫婦共々桁外れの怪力を持つ。お母さんと綱引きで互角に渡り合っていた。
お母さん
声 - 水原リン→山田栄子
がんこちゃんのお母さん。名前は「ガラ子（ガラこ）」。非常にパワフルな性格で情熱と愛情の溢れる良き母。体色はピンク。初期は泳げないがんこちゃんのために木を体当たりでへし折り橋を作ってくれたことがある。得意料理は「サボテンのフライ」と「岩石パン」。
おばあちゃん
声 - 堀絢子（1996年度 - 2024年度）
がんこちゃんのお婆ちゃんでがんたろの母。名前は「がみ」。途中で砂漠の向こうから引っ越してきて、一緒に住むようになった。飛行帽、飛行服を着用。体色はピンクだが、年のために色褪せている。砂漠のことならなんでも詳しい。
がんぺーちゃん
声 - 日髙のり子
がんこちゃんの弟。体色は青。1999年2月1日放送「こんにちは 赤ちゃん」より登場。冬の寒い時に卵から産まれた。名付け親はヒポ先生。姉のがんこちゃんが大好きで彼女にベッタリすることが多かったが、最近はルンルンとも仲良くなっている。産まれつき不思議な力を持っていて、がんこちゃんが危険にさらされている時、第六感的に察知することがある。産まれた頃は「ポヨ」「ウッピー」としかしゃべれなかった。超能力らしきものを使ったこともあった。また、実は家族中で一番の怪力の持ち主でもある。「ざわざわえんのがんぺーちゃん」では主人公として登場、年齢も5歳となっており会話も普通にできるようになっている。
バンバン
声 - 田中和実（1996年度 - 2010年度）→龍田直樹（2011年度以降）
ワニの男の子。普段は乱暴で大ざっぱだが、妹のルンルンを大切にするなど優しいところもあり、いわゆる典型的な「ガキ大将」キャラクター（本人も自称している）。レギュラーメンバーの中では行動力があり好奇心旺盛で、それゆえに油断し危険な目にも遭っている。劇中でたびたび発生する災害や事件の巻き添えを食らったり、出現する悪党や怪物に襲われるのも、彼が最初であることが多い。
また、ツムちゃんを泣かせてしまったことをがんこちゃんに責められ、罪悪感から学校を休んでしまうなどナイーブな面もある（1998年5月25日放送「どうしたの?バンバン」）。
ルンルン
声 - 川田妙子（1996年度 - 1999年度）→望月久代（2000年度 - 2001年度）→川田妙子（2002年度以降）
バンバンの妹。バンバンが背負っていたねんねこの卵から産まれた。かなり幼く、まだまともに言葉を話せない。がんぺーちゃんと親しい｡「ざわざわえんのがんぺーちゃん」では5歳となっているため会話ができるようになっている。
チョビくん
声 - 川田妙子（1996年度 - 1999年度）→望月久代（2000年度 - 2001年度）→川田妙子（2002年度以降）
ヘビの男の子。レギュラーメンバー一の頭脳派で自信家。推理やゲームが好きで鉱物マニア。バンバンほどではないが好奇心旺盛。
ピロくん
声 - 堀絢子（1996年度 - 2024年度）
トカゲの男の子。臆病な性格で、びっくりすると尻尾が切れてしまうのだが、「大切なモノを持参してそれについて語る」という授業で、今までに切れてしまった自分の尻尾を数本持参している。あきれ返ってしまうときも尻尾が切れてしまったこともあった。
ケロちゃん
声 - 野沢雅子
カエルの女の子で食いしん坊。しかしそれ故食に対する意識は素晴らしく、料理も上手。夢の世界では女王様だったり悪しき魔女役が多い。がんこちゃんのお母さんの不注意が原因で、ぱらぱら草を食べてしまったことがある。
ツムちゃん
声 - 吉田理保子（1996年度 - 1997年度）→日髙のり子（1998年度以降）
カタツムリの女の子。繊細で心優しい性格の持ち主。恥ずかしがり屋でよく殻の中に隠れてしまう。大声で叫ぶのも苦手だったがキノコ魔女に連れ去られそうになった時、勇気を振り絞って大声で助けを求めた。マンナカ小学校の中では唯一の無脊椎動物。便秘で苦しんだ際、ガメさんのアドバイスで「クレマカカリア」の葉を食べた。だが、授業中に便意を催してしまった上、学校のトイレで大をする恥ずかしさもあり、校庭の草の陰で用を足した。
（オリジナル版〈1998年5月11日放送〉では黄色・リメイク版〈2012年6月1日放送〉では緑色でカタツムリの殻のような形をしている）
ツムちゃんのお母さん
声 - 川田妙子
喫茶店「ツムリ」を経営。ハーブティーが一番おいしいと評判である。花や薬草のことにも詳しい。
ギャオくん
声 - 梅津秀行（2011年度 - 2024年度）
2011年度の放送より初登場。マンナカ小学校にやって来た転校生。がんこちゃんと同じ恐竜だが、新世代恐竜のがんこちゃんたちとは異なる「むかし恐竜」である。風邪をひいた母のために給食を残して持って帰ったことがある。言葉は片言だがよくしゃべる。また、独自の言語「ギャンギャル語」しか話せない（ギャオギャオとしか周囲には聞こえない）両親に代わり通訳をすることがある。首を伸ばすことができる。
ギャオくんのお父さん
声 - 緒方賢一
「むかし恐竜」であるためかほとんど「ギャオギャオ」としかしゃべれない。足を怪我したことがある。花は見るものではなく食べるものという文化を持っている。
ギャオくんのお母さん
声 - 山田栄子
お父さん同様「ギャオギャオ」しかしゃべれない。ギャオくんの両親の声はがんこちゃんの両親と同じ。がんこちゃんの母のファッションがお気に入りらしい（その時はヨーロッパの貴族風だった）。
ヒポ先生
声 - 吉田理保子（1996年度 - 1997年度）→日髙のり子（1998年度以降）
がんこちゃんたちの担任の先生で、カバ（登場人物の中では唯一の哺乳類）。普段は温厚な性格だが、時としてパワフルさを振るうこともある。容姿を気にしている。ダイエットで別人のように痩せたことがあるが、健康を損なったため、元に戻った。
ヒゲ校長
声 - まじかるぱぱ（比呂公一）
マンナカ小学校の校長先生でカメ。とても長生きしている。彼の甲羅は若い頃に沼の河童との契約の代償によって抉られてしまったため、代わりに人工の黄金の甲羅を背負っていたが、教え子たちの努力により沼の河童から奪還され、無事彼のものとなった。かつて人間たちが使用したものを使いこなし、ギターであぶないことはしないお約束を弾き語った。
ガメさん
声 - 野沢雅子
マンナカ小学校で給食を作っているおばあさんガメ。スコープ先生が来るまでは保健婦も務めていた。ヒゲ校長との付き合いは長い。「ざわざわえんのがんぺーちゃん」ではざわざわえんの先生を務めている。
仙ちゃん先生
声 - 梅津秀行（1996年度 - 2024年度）→IKKAN（2024年度以降）
仙人ガメで、古風な雰囲気の自称カリスマ。仙人であるがゆえに簡単な仙術を教えている。「ごじゃる」口調で「ほんじゃらほじゃほじゃ、ほーいほい」と呪文を唱え、壺やあらゆる所からものを出そうとするが、初期のころは腕はいまいち。失敗すると杖がしなびてしまうこともよくあった。がんこちゃんが1人で遊びたいが友達とも遊びたいというので2人に分身させてあげたが、分身の方のがんこちゃんが悪い性格になってしまっている。2002年から学校の先生となる。
古い小型の物を仙術で復元することができ、スマートフォンを模した通話機「フォンフォン」を化石から復元させたが、砂漠のクモによりフォンフォンが悪用されてしまい、元の化石に戻した。
ハジメどり
声 - 梅津秀行（1996年度 - 2024年度）→IKKAN（2024年度以降）
森に住んでいる赤い始祖鳥。がんこちゃんの通る通学路で会うと毎回「がんこちゃ〜ん」と声をかける。危険を知らせてくれたりもする。
沼のカッパ
声 - 緒方賢一
古くからドーナツ沼に守り神として住んでいるカッパ。頭の皿の渦を回転させて相手を眠らせる「ねむねむスパイラル」という技や、揚げ物の魚を蘇生するなど様々な呪術を得意とする。口癖は「っちゃ」「〜べ」。初期は童話の「金の斧銀の斧」の神様のようなことをした（1996年11月25日放送「ぬまのようせい」）。ヒゲ校長が若いころ、沼から引っ越そうと思っていたがこの沼と森を残してほしいといったヒゲ校長の願いから甲羅を奪ったが、子供たちにお願いされ返すこととなった。彼なくしてはわずかな自然も残っていなかった。沼から出てくる時はほぼ毎回「かっぱろくじゅうし（8×8=64）！」と言って勢いよく出てくる（緒方のアドリブから誕生したもの）。
沼の生活が長いため、森との交流は少なく見えるものの、バンバンが悩んで落ち込んでいた際は見かねて「がんこのばあちゃんに相談してみな」と促すなど交流はしている模様。
踊り子魚
声 - 吉田理保子（1996年度 - 1997年度）→日髙のり子（1998年度以降）
沼のカッパのおつきの2匹の魚。「ぎょぎょ〜」と踊り、驚くと「ぎょえ〜」と叫ぶ。
ラッパー
声 - 柴本浩行（2006年度 - 2010年度）→IKKAN（2011年度以降）
突然ドーナツ森に訪れた青年カッパ。沼のカッパとの関係はなく、ラップが得意。お調子者で、面倒なことが嫌いな無責任な性格だが、スコープ先生に窘められたりされるなど、素直な一面もある。
森のキノコ魔女
声 - 山田栄子
森に住む、悪知恵に長けたキノコの魔女。初登場は人型の石像に封じられ、脱出を試みるも、失敗に終わる。二度目の登場は、石像が崩れてしまうことで自由になった。がんこちゃんたち子供のうち一人を誘拐し、命の水の湧き出る泉の番をさせようと企むが、ツムちゃんには大声で叫ばれ失敗。がんこちゃんには、体の悪いおばあさんと偽って泉まで連れて行き、番をさせようとするも最後はがんぺーちゃんの呼ぶ声にがんこちゃんが火事場の馬鹿力を発揮し、投げ飛ばされてしまい計画は失敗に終わる。この他、食べたり飲んだりした者をキノコ化させるジュースやお菓子で誘引して森を恐怖に陥れたこともある。
鐘の木
声 - まじかるぱぱ
学校に生えている鐘の木。「ジリジリベルベルジリジリ…」とアカペラで時を知らせる。植物であるが、実はけっこうしゃべれる。一度がんこちゃんに、目覚まし時計の代わりにされたことがあり、根っこごと引っこ抜かれた上にがんこちゃんが水やりをしなかったせいで、枯れかけてしまったことがある（2003年1月6日放送「ジリジリベルベル かねの木だ」）。初期は黄色い鐘はついていなかった。現在は3代目。
こっそり花畑
声 - まじかるぱぱ
「コショコショコショ…」と声を出し、がんこちゃんの通学路に現れる移動する謎の花畑。その名の通り見つかりそうになると隠れる習性があり、めったに見ることができない。
バンバンのお婆さん
声 - 梅津秀行（1996年度 - 2024年度）→IKKAN（2024年度以降）

### 「えいごでがんこちゃん」オリジナルキャラクター
リアンくん
声 - レニー・ハート
ざわざわ森を訪れに来たペンギン。英語（番組では不思議な言葉と書かれている）しか喋れない。名前の由来は教育テレビで過去に放送していた番組『えいごリアン』から。ラッパーとはざわざわ森訪問前から面識があり（リアンの故郷にラッパーが訪れた）、ラッパーとは友達である。お化けが苦手で、学校おばけに会ったときは、机の所に逃げてしまった。

### 「ざわざわえんのがんぺーちゃん」オリジナルキャラクター
モイくん
声 - のぐちゆり
ハリネズミの男の子。がんぺーちゃんやルンルンと共にざわざわえんへ通っている。わんぱくな性格でルンルンに被害を与えたり、彼女に迷惑をかけたりなどのトラブルメーカーでもある。しかし、自分の気持ちを話すのが苦手でさらに怒ると体中の針が逆立つ。自分のお父さんのことが好きで、ざわざわえんで粘土でお父さんを作るほどでもある。
モグノスケとモグミ
声 - 野沢雅子（モグノスケ）、根本圭子（モグミ）
ざわざわ森の地下に住んでいるモグラ。

### その他のキャラクター
ターラ
2015年度「みえないおともだち？」に登場したクモ。仙ちゃん先生が化石から復元した「フォンフォン」を悪用して、がんこちゃんとツムちゃんを呼び出し食べようとしたが、最後はがんこちゃんが暴れたために砂漠のかなたに飛ばされた。
ホワ
「ちがう？ おなじ？」に登場した、ホンガラ砂漠出身のフクロウの女の子。ハジメドリさんの遠い親戚。ホンガラ砂漠はざわざわ森と文化が違うため、がんこちゃんからは反感を持たれたり、バンバンから怒られたりした。
でんごんツバン
「でんごんツバン」に登場。言ったことを相手に伝えるツバメのような姿の鳥で、作中では赤・青・黄色の3羽がざわざわ森にやってきた。言葉のアクセントや、相手の感情を伝えないため、伝言の内容によっては勘違いされて怒らせてしまう。
ランププ
声 - 大島優子
「もしものときのがんこちゃん」の「じしんがおきたら？」「火山がふんかしたら？」に登場。“道しるべの丘”に生えている樹齢数百年の大木「ランプの木」の精霊。突然の自然災害に慌てるがんこちゃんに寄り添い、とるべき行動を教えてくれる。見た目は子ども（がんこちゃんの弟・がんぺーちゃんより小さい）だが、知識は豊富。たまに意味深なことをいうミステリアスな雰囲気を持つ。

### 過去のキャラクター
首なしガイコツ
声 - 梅津秀行
小学校の理科室にかつて人間が使われた物がゴミ捨て場にした部屋に置かれていた、動く人間の骨格標本。途中で頭蓋骨が見つかり、しゃべれるようになった。ゴルフが趣味。
なぞなぞの木
声 - 梅津秀行
ざわざわ森に存在する大木。道を通ろうとする相手になぞなぞを出題してくる。
人食い花
なぞなぞの木の先の道中にいる紫色の花びらの人食い花。がんこちゃんが迷い込んでしまった。
学校おばけ
首なしガイコツ同様ゴミ捨て場にいる。ガラクタが集まったような容姿をしている。がんこちゃんたちと友達になりたがっていた。
スコープ先生
声 - 田中和実（2006年度 - 2010年度）→龍田直樹（2011年度 - 2015年度前期）
砂漠からやってきた雄のサソリで、マンナカ小学校の新任教師。長い髭を蓄え、博士帽とマントを身に付けている。体育と養護を担当する。自慢のハサミで厳しい指導をし、子供たちに恐れられる反面、養護教諭のときは優しい一面を見せる。体育の時は体操服に着替え頭の博士帽はそのまま着用している。まんなか小学校職員の中では唯一の節足動物。「じゃきじゃきじゃきーん！」、「っぱぁ！」が口癖。

### 特別出演
通常放送
- 中津真莉子 - 「まほうつかいの木」（2012年1月11日）にリス役で出演。
- 藤元康史 - 「みんなにありがとう」他にゲスト出演。

プリンプリンと大ぼうけん
- プリンプリン - 石川ひとみ
- ボンボン - 神谷明
- カセイジン - 堀絢子
- オサゲ
- モンキー
- ドン・ガバチョ - 栗田貫一
- トラヒゲ - 熊倉一雄
- テレビノじいさん - 山田栄子

エピソード0 ざわざわ森とさばくのひみつ
- シン - 鈴木福
- スイ - 内田未来
- シンとスイの父 - 松平健
- 砂の巨人 - レニー・ハート

## 放送リスト

### 第1作
谷啓の主題歌で放送された作品を第1作とする。
- 1996年度から2003年度までは偶数年度に新作放送、奇数年度に前年度の再放送を繰り返していた。

#### 1996年度 初放送
- 「配信」の欄はがんこちゃん20周年記念の一環で、「よりぬき がんこちゃん」として2016年4月 - 2021年3月にNHK for Schoolで配信していた。

| 回 | タイトル                       | 初回放送日     | 配信 |
| -- | ------------------------------ | -------------- | ---- |
| 01 | あたらしいおともだち           | 1996年04月08日 | ○    |
| 02 | 学校たんけん                   | 1996年04月22日 | ○    |
| 03 | いじわるバンバン               | 1996年05月13日 | ○    |
| 04 | 校長先生、だいすき             | 1996年05月27日 |      |
| 05 | バンバンのこもりうた           | 1996年06月10日 | ○    |
| 06 | がんこちゃんのたんじょうび     | 1996年06月24日 |      |
| 07 | きもだめし                     | 1996年07月08日 |      |
| 08 | みんなびょうき                 | 1996年08月26日 |      |
| 09 | 学校へ行くの、いや             | 1996年09月16日 | ○    |
| 10 | ツムちゃんのたねまき           | 1996年09月30日 | ○    |
| 11 | うんどうかい                   | 1996年10月14日 |      |
| 12 | おかあさん、きらい!            | 1996年10月28日 | ○    |
| 13 | プレゼントはなあに?            | 1996年11月11日 | ○    |
| 14 | ぬまのようせい                 | 1996年11月25日 | ○    |
| 15 | がんこちゃんはアイドル         | 1996年12月09日 | ○    |
| 16 | ヒポ先生のおしゃれ             | 1997年01月06日 | ○    |
| 17 | ゆきだるまのあたま             | 1997年01月20日 |      |
| 18 | くびなしがいこつのなぞ         | 1997年02月03日 | ○    |
| 19 | ぬまのおおそうじ               | 1997年02月17日 |      |
| 20 | くびなしがいこつのむかしばなし | 1997年03月03日 |      |

#### 1998年度 初放送
| 回 | タイトル                 | 初回放送日     | 配信 |
| -- | ------------------------ | -------------- | ---- |
| 21 | がっこうがはじまるよ     | 1998年04月06日 |      |
| 22 | きゅうしょくがこわい!    | 1998年04月20日 |      |
| 23 | うんちしたの、だーれ?    | 1998年05月11日 | ○    |
| 24 | どうしたの?バンバン      | 1998年05月25日 | ○    |
| 25 | ちかしつのぼうけん       | 1998年06月08日 | ○    |
| 26 | ふしぎなかくれんぼ       | 1998年06月22日 | ○    |
| 27 | ハイキング、たのしいな   | 1998年07月06日 |      |
| 28 | 森のおまつり             | 1998年08月24日 |      |
| 29 | おつきさまとさんぽ       | 1998年09月14日 | ○    |
| 30 | はちゃめちゃうんどうかい | 1998年09月28日 | ○    |
| 31 | えんぴつのマーチ         | 1998年10月12日 |      |
| 32 | がくげいかいは大あわて   | 1998年10月26日 |      |
| 33 | あるきだした森の木       | 1998年11月09日 | ○    |
| 34 | おちばのじゅうたん       | 1998年11月23日 | ○    |
| 35 | おかあさんがびょうき     | 1998年12月07日 |      |
| 36 | いたずらルンルン         | 1999年01月04日 |      |
| 37 | かっぱさんにおねがい     | 1999年01月18日 | ○    |
| 38 | こんにちは、赤ちゃん     | 1999年02月01日 | ○    |
| 39 | ヒポ先生のおたんじょうび | 1999年02月15日 | ○    |
| 40 | もうすぐ春が             | 1999年03月01日 |      |

#### 2000年度 初放送
| 回 | タイトル                       | 初回放送日     | 配信 |
| -- | ------------------------------ | -------------- | ---- |
| 41 | がっこうはたのしいな           | 2000年04月10日 |      |
| 42 | トイレはどこかな?              | 2000年04月24日 | ○    |
| 43 | かっぱさんのおさら             | 2000年05月15日 | ○    |
| 44 | つくってたべよう!              | 2000年05月29日 |      |
| 45 | どろんこの女王さま             | 2000年06月12日 | ○    |
| 46 | おしゃべりな石                 | 2000年06月26日 | ○    |
| 47 | キャンプにいこう!              | 2000年07月10日 |      |
| 48 | がんこちゃんがふたり           | 2000年08月28日 | ○    |
| 49 | おつきさま、とって!            | 2000年09月18日 | ○    |
| 50 | あらしのあとに                 | 2000年10月02日 |      |
| 51 | あかちゃんとおるすばん         | 2000年10月16日 |      |
| 52 | 森のミュージカル               | 2000年10月30日 |      |
| 53 | がんこちゃんはあかちゃん       | 2000年11月13日 |      |
| 54 | おこりんぼうがいっぱい         | 2000年11月27日 |      |
| 55 | もうすぐあたらしい年           | 2000年12月11日 |      |
| 56 | ガメさんのめがね               | 2001年01月8日  | ○    |
| 57 | 森のバザー                     | 2001年01月22日 |      |
| 58 | ながれぼしにおねがい           | 2001年02月05日 | ○    |
| 59 | がんぺーちゃんのおたんじょうび | 2001年02月19日 |      |
| 60 | 春がきた                       | 2001年03月05日 |      |

#### 2002年度 初放送
| 回 | タイトル                     | 初回放送日     | 配信 |
| -- | ---------------------------- | -------------- | ---- |
| 61 | あたらしい先生               | 2002年04月08日 | ○    |
| 62 | なんてったって学校おばけ     | 2002年04月22日 | ○    |
| 63 | トイレがこわい               | 2002年05月13日 |      |
| 64 | 森のぱらぱら草               | 2002年05月27日 | ○    |
| 65 | キバをみがこう               | 2002年06月10日 |      |
| 66 | がんぺーちゃん あそんで      | 2002年06月24日 |      |
| 67 | このさきあぶない!            | 2002年07月08日 |      |
| 68 | おばあちゃんといっしょ       | 2002年08月26日 | ○    |
| 69 | えんぴつのうちゅうせん       | 2002年09月09日 | ○    |
| 70 | すごろくうんどうかい         | 2002年09月30日 |      |
| 71 | いやいやがくげいかい         | 2002年10月14日 |      |
| 72 | ふしぎなポシェット           | 2002年10月28日 |      |
| 73 | バンバンのびっくりパーティー | 2002年11月11日 |      |
| 74 | がんこちゃんはおこりんぼ     | 2002年11月25日 |      |
| 75 | 森のおへそ                   | 2002年12月09日 |      |
| 76 | ジリジリベルベル かねの木だ  | 2003年01月06日 | ○    |
| 77 | がんこちゃんのこもりうた     | 2003年01月27日 |      |
| 78 | がんぺーちゃんの「だめ!」    | 2003年02月10日 |      |
| 79 | 校長先生のこうら             | 2003年02月24日 |      |
| 80 | たのしかったね 1ねんかん     | 2003年03月10日 |      |

#### 2004年度 初放送
| 回 | タイトル                   | 初回放送日     | 配信 |
| -- | -------------------------- | -------------- | ---- |
| 81 | きょうから学校             | 2004年04月05日 |      |
| 82 | ころまめチップがいっぱい   | 2004年04月19日 |      |
| 83 | とおせんぼの石             | 2004年05月24日 |      |
| 84 | 森のキノコまじょ           | 2004年06月07日 | ○    |
| 85 | ダンダン草のたね           | 2004年07月05日 | ○    |
| 86 | ぬまの大なまず             | 2004年08月23日 |      |
| 87 | サボテンマン、はしる       | 2004年09月27日 |      |
| 88 | がんぺーちゃんがびょうき   | 2004年10月25日 |      |
| 89 | いそげ!がんこちゃん        | 2004年11月08日 | ○    |
| 90 | ゆきだんご ふたつ          | 2004年11月22日 |      |
| 91 | たからのちず               | 2004年12月06日 |      |
| 92 | おばあちゃん だいじょうぶ? | 2005年01月24日 |      |
| 93 | おまじないの花             | 2005年02月07日 |      |
| 94 | 森の春まつり               | 2005年02月21日 | ○    |
| 95 | みんな げんきで            | 2005年03月07日 |      |

#### 2006年度 初放送
| 回  | タイトル                  | 初回放送日     | 配信 |
| --- | ------------------------- | -------------- | ---- |
| 096 | うわさのスコープ先生      | 2006年04月10日 |      |
| 097 | かっぱのラッパー          | 2006年04月24日 | ○    |
| 098 | うそつきラッパー          | 2006年08月21日 |      |
| 099 | おばあちゃんとともだち    | 2006年09月11日 | ○    |
| 100 | でんせつのツリー          | 2006年10月23日 | ○    |
| 101 | バンバンのむしば、いたい! | 2006年11月06日 | ○    |
| 102 | ポシェットの中のむしさん  | 2006年11月20日 | ○    |
| 103 | がんこちゃんとゆきだるま  | 2007年02月05日 | ○    |
| 104 | はじめてのおとまり        | 2007年02月19日 |      |
| 105 | まほうのスパイス          | 2007年03月05日 |      |

#### 2007年度 初放送
| 回  | タイトル                 | 初回放送日     | 配信 |
| --- | ------------------------ | -------------- | ---- |
| 106 | もうすぐ学校             | 2007年04月09日 |      |
| 107 | ギョロてん、大あばれ     | 2007年05月14日 | ○    |
| 108 | がんこちゃんのぼんおどり | 2007年06月25日 |      |
| 109 | さばくのたつまき         | 2007年08月20日 |      |
| 110 | ころいもズルズル!        | 2007年09月24日 |      |
| 111 | おばけさんのぎょうれつ   | 2007年10月22日 |      |
| 112 | とりかえっこ             | 2007年11月19日 |      |
| 113 | おほしさまのふるよる     | 2008年01月21日 |      |
| 114 | わすれもののたびだち     | 2008年02月04日 |      |
| 115 | なぞのしょうたいじょう   | 2008年03月03日 |      |

### 第2作
瀬川瑛子の主題歌で放送された作品を第2作とする。
- 2013年度以降は全41回（2014年度は全42回）の放送で、2011年度 - 2012年度放送分のうち、2011年度の総集編となっている「みんなにありがとう!」以外の全29回の再放送を行うほか、残り12 - 13回分は全29回の中からセレクトしたものを再々放送している。
- 2014年度および2015年度の4月から半年間に関しては、2013年度3学期の放送期間中に死去したがんこ役のあきやまるなに代わる声優が決まるまで再放送でつないだ。
- 「NHK for School」では今期以降の作品が全話配信されている。

#### 2011年度 初放送
| 回 | タイトル                    | 初回放送日     |
| -- | --------------------------- | -------------- |
| 01 | ギャオくんとうじょう!       | 2011年04月06日 |
| 02 | きゅうしょくはだれのもの?   | 2011年04月20日 |
| 03 | まほうのかがみ              | 2011年05月11日 |
| 04 | サボテンのお花見            | 2011年05月25日 |
| 05 | ラッパーのゆうびんやさん    | 2011年06月08日 |
| 06 | ざわざわ森のほしまつり      | 2011年06月22日 |
| 07 | ほらあなたんけん            | 2011年07月06日 |
| 08 | ふれふれぼうず大あばれ      | 2011年08月24日 |
| 09 | おばあちゃんのねがいごと    | 2011年09月14日 |
| 10 | キノコゆうえんち            | 2011年09月28日 |
| 11 | ガラクタおんがくかい        | 2011年10月12日 |
| 12 | チョビくんのたからもの      | 2011年10月26日 |
| 13 | ようかいばたけ、よーいどん! | 2011年11月09日 |
| 14 | ギャオくんのおまじない      | 2011年11月25日 |
| 15 | ツムちゃんのおみせ          | 2011年12月07日 |
| 16 | まほうつかいの木            | 2012年01月11日 |
| 17 | まいごの雪ウサギ            | 2012年01月25日 |
| 18 | おにさん、やっつけろ!       | 2012年02月08日 |
| 19 | 森のツリーハウス            | 2012年02月22日 |
| 20 | みんなにありがとう!         | 2012年03月07日 |

#### 2012年度 初放送
| 回 | タイトル                 | 初回放送日     |
| -- | ------------------------ | -------------- |
| 21 | ドーナツ沼にあつまれ!    | 2012年04月13日 |
| 22 | なんてったって学校おばけ | 2012年04月27日 |
| 23 | うんちしたの、だーれ?    | 2012年06月01日 |
| 24 | 森のぱらぱら草           | 2012年06月15日 |
| 25 | ラッパーの一日店長       | 2012年08月24日 |
| 26 | ツムちゃんのたねまき     | 2012年10月12日 |
| 27 | がんこちゃんはアイドル   | 2012年11月09日 |
| 28 | ごめんね、おかあさん     | 2012年12月07日 |
| 29 | がんこちゃんのはつゆめ   | 2013年01月11日 |
| 30 | にげだしたかげっこ       | 2013年02月08日 |

### 第3作（新）
松平健の主題歌、『新・ざわざわ森のがんこちゃん』の番組名で放送された作品を第3作とする。

#### 2015年度 初放送
| 回 | タイトル                     | 初回放送日     |
| -- | ---------------------------- | -------------- |
| 01 | あたらしい絵本室             | 2015年07月30日 |
| 02 | がんこちゃんとオオカミ       | 2015年07月31日 |
| 03 | プクーのうろこをさがせ       | 2015年11月06日 |
| 04 | チョビくんとたからの木       | 2015年11月20日 |
| 05 | がんこちゃんとナイチー鳥     | 2015年12月04日 |
| 06 | がんこちゃんのぶとうかい     | 2016年01月08日 |
| 07 | かがみよ かがみ きにょ〜ん!  | 2016年01月29日 |
| 08 | がんぺーちゃんとまほうのたね | 2016年02月12日 |
| 09 | くいしんぼうとおかしの家     | 2016年02月26日 |
| 10 | まんげつのおさんぽ           | 2016年03月11日 |

#### 2016年度 初放送
| 回 | タイトル                     | 初回放送日     |
| -- | ---------------------------- | -------------- |
| 11 | あいさつはだれのため?        | 2016年10月14日 |
| 12 | バンバンのにがてなこと       | 2016年10月28日 |
| 13 | みえないおともだち?          | 2016年11月11日 |
| 14 | ずるい?ずるくない?           | 2016年11月25日 |
| 15 | ツムちゃんのいいたかったこと | 2016年12月09日 |
| 16 | ちがう?おなじ?               | 2017年01月13日 |
| 17 | えんぴつの家出               | 2017年01月27日 |
| 18 | きこえないこえ               | 2017年02月10日 |
| 19 | ラッパーのはやりうた         | 2017年02月24日 |
| 20 | さんせい?はんたい?           | 2017年03月10日 |

#### 2018年度 初放送
| 回 | タイトル                   | 初回放送日     |
| -- | -------------------------- | -------------- |
| 21 | きみがいたから             | 2018年10月12日 |
| 22 | ギャオくんといっしょ       | 2018年10月26日 |
| 23 | ちっちゃいがんぺーちゃん   | 2018年11月09日 |
| 24 | たのしいおと               | 2018年11月30日 |
| 25 | がんこちゃんのうまれたひ   | 2018年12月07日 |
| 26 | でんごんツバン             | 2019年01月11日 |
| 27 | きもちのこうかんこ         | 2019年01月25日 |
| 28 | がんこちゃんとウソの花     | 2019年02月08日 |
| 29 | チョビくんのやくそく       | 2019年02月22日 |
| 30 | しらなかったけどあったもの | 2019年03月08日 |

### えいごでがんこちゃん
| 回 | タイトル              | 初回放送日     |
| -- | --------------------- | -------------- |
| 01 | あの子はだあれ?       | 2015年07月30日 |
| 02 | ダンス、だいすき!     | 2015年07月31日 |
| 03 | これ、なあに?         | 2015年11月06日 |
| 04 | これ、おいしいの?     | 2015年11月20日 |
| 05 | いっしょに あそぼう!  | 2015年12月04日 |
| 06 | なにいろに ぬりたい?  | 2016年01月08日 |
| 07 | いくつ みつけた?      | 2016年01月29日 |
| 08 | どんな かたちにする?  | 2016年02月12日 |
| 09 | あ、あぶないよ!       | 2016年02月26日 |
| 10 | また、あしたね!       | 2016年03月11日 |
| 11 | あっちゃー!           | 2016年10月14日 |
| 12 | もうひとつちょうだい! | 2016年10月28日 |
| 13 | あれはなに?!          | 2016年11月11日 |
| 14 | どこが いたいの?      | 2016年11月25日 |
| 15 | ねえ、おねがい!       | 2016年12月09日 |
| 16 | なんてこった!         | 2017年01月13日 |
| 17 | いそげ!いそげ!        | 2017年01月27日 |
| 18 | ねえ、てつだって!     | 2017年02月10日 |
| 19 | やったあ!             | 2017年02月24日 |
| 20 | さよなら、リアン!     | 2017年03月10日 |

### ざわざわえんのがんぺーちゃん
| 回 | タイトル                         | 初回放送日     |
| -- | -------------------------------- | -------------- |
| 01 | や～めた!や～らない!             | 2021年01月08日 |
| 02 | モイくんのねんど                 | 2021年01月22日 |
| 03 | これ、い～らない!                | 2021年02月05日 |
| 04 | ルンルン わるくないもん!         | 2021年02月19日 |
| 05 | ずるいの だ～れ?                 | 2021年03月05日 |
| 06 | がんぺーちゃんとクシャンピー     | 2022年01月14日 |
| 07 | ルンルンのぽいぽいぽーい!        | 2022年01月28日 |
| 08 | ひとりでできる?がんぺーちゃん    | 2022年02月18日 |
| 09 | み～んな、へん!                  | 2022年02月25日 |
| 10 | したらど～なる?しないとど～なる? | 2022年03月11日 |
| 11 | おっきい ちっちゃい どんなかな?  | 2023年02月10日 |
| 12 | ルンルン どうしてるかな?         | 2023年02月24日 |
| 13 | がまんしちゃう?                  | 2023年03月10日 |
| 14 | がんぺーちゃんともりのともだち   | 2024年02月02日 |
| 15 | あれれ もしかして!               | 2024年02月16日 |
| 16 | ぜ～んぶ おねがいしちゃう?       | 2024年03月08日 |

### がんこちゃんの教室シリーズ
| 番組名                 | 回 | タイトル                           | 初回放送日時                   |
| ---------------------- | -- | ---------------------------------- | ------------------------------ |
| がんこちゃんの防災教室 | 1  | なまず大王のおおじしん             | 2006年08月01日 火曜09:00-09:15 |
| がんこちゃんの防災教室 | 2  | おおがた台風フーフー丸がやってくる | 2006年08月02日 水曜09:00-09:15 |
| がんこちゃんの防災教室 | 3  | ドンドコ山のもえとかげ             | 2006年08月03日 木曜09:00-09:15 |
| がんこちゃんの安全教室 | 1  | 森のキノコ魔女                     | 2006年12月31日 日曜08:00-08:15 |
| がんこちゃんの安全教室 | 2  | うそつきラッパー                   | 2006年12月31日 日曜08:15-08:30 |
| がんこちゃんの防犯教室 | 1  | 吸血こうもりがやってきた!          | 2007年12月24日 月曜09:00-09:15 |
| がんこちゃんの防犯教室 | 2  | 吸血こうもり ふたたび!             | 2007年12月25日 火曜09:00-09:15 |
| がんこちゃんの防犯教室 | 3  | 吸血こうもり ご用!                 | 2007年12月26日 水曜09:00-09:15 |
| がんこちゃんの自然教室 | 1  | かっぱさん、大ピンチ!              | 2008年07月28日 月曜09:00-09:15 |
| がんこちゃんの自然教室 | 2  | さばくのむこうのけむりの町         | 2008年07月29日 火曜09:00-09:15 |
| がんこちゃんの自然教室 | 3  | ガガイアーの赤い花                 | 2008年07月30日 水曜09:00-09:15 |

### スペシャル
| 番組名                                                  | タイトル                                                  | 初回放送日時                     | 備考        |
| ------------------------------------------------------- | --------------------------------------------------------- | -------------------------------- | ----------- |
| がんこちゃんスペシャル                                  | ふうせんトマトがとんできた                                | 1999年05月03日 月曜9:00 - 9:45   | [ 注釈 9 ]  |
| がんこちゃんスペシャル                                  | ふしぎの森のがんこちゃん                                  | 2002年04月29日 月曜9:30 - 10:15  |             |
| がんこちゃんスペシャル                                  | 海のおしろのがんこちゃん                                  | 2004年08月20日 金曜9:00 - 9:45   |             |
| がんこ・バケルノ大集合スペシャル                        | 月がドッスンおおさわぎ                                    | 2005年07月29日 金曜9:00 - 9:45   |             |
| がんこちゃんスペシャル                                  | 巨大恐竜がやってきた!                                     | 2006年07月24日 月曜9:00 - 9:45   | [ 注釈 10 ] |
| がんこちゃんスペシャル                                  | 雨をよべ!トラロケの石                                     | 2007年07月30日 月曜0 9:00 - 9:45 |             |
| がんこちゃんスペシャル                                  | がんこちゃんと魔法の歌声                                  | 2008年07月31日 木曜9:00 - 9:45   | [ 注釈 11 ] |
| ざわざわ森のがんこちゃんスペシャルショー                | いのちの水をまもれ!                                       | 2011年12月23日 金曜9:00 - 9:45   | [ 注釈 12 ] |
| ざわざわ森のがんこちゃんスペシャルショー                | プリンプリンと大ぼうけん                                  | 2013年02月11日 月曜9:00 - 9:45   | [ 注釈 13 ] |
| 銀河銭湯パンタくんスペシャル                            | がんこちゃんとタイムトラベル!?                            | 2013年12月31日 火曜8:30 - 9:00   |             |
| ざわざわ森のがんこちゃん エピソード0                    | ざわざわ森とさばくのひみつ                                | 2016年12月31日 土曜17:00 - 17:30 | [ 注釈 14 ] |
| もしものときのがんこちゃん                              | じしんがおきたら                                          | 2021年2月23日 火曜9:00 - 9:10    |             |
| ざわざわ森のがんこちゃん がんこちゃんと失われたふるさと | 新ざわざわ森のがんこちゃん がんこちゃんと失われたふるさと | 2021年3月11日 木曜18:20 - 18:40  | [ 注釈 15 ] |
| もしものときのがんこちゃん                              | 火山がふんかしたら                                        | 2021年3月31日 水曜9:20 - 9:30    |             |
| もしものときのがんこちゃん                              | 富士山がふんかしたら                                      | 2021年4月25日 日曜16:30 - 17:00  |             |
| もしものときのがんこちゃん                              | 大雨がふったら                                            | 2022年7月26日 火曜9:50 - 10:00   |             |
| もしものときのがんこちゃん                              | 台風がちかづいたら                                        | 2023年7月18日 火曜9:45 - 9:55    |             |
| もしものときのがんこちゃん                              | 熱中症かなとおもったら                                    | 2024年7月6日 土曜15:30 - 15:40   |             |

### 関連番組
- ABUアジア子どもドラマシリーズ（2008年7月28日 - 8月1日、司会：がんこちゃん）
  - 英訳版「Rockie and Her Friends」（直訳:「がんこと彼女の仲間たち」）がNHKワールドTVで2022年度までは日本の祝日や大規模休暇日（ゴールデンウィーク・お盆休み・年末年始）、2023年度は「Kids Edutainment」（NHK for School参照）で週末を中心に放送されている。

| 番組名                                   | 初回放送日     |
| ---------------------------------------- | -------------- |
| 受信寮の人々 第三話 ざわざわ森編         | 2015年08月03日 |
| ざわざわ森のがんこちゃん もうすぐ20周年! | 2015年11月17日 |

- サザンオールスターズ「神様からの贈り物」NHK放送100年テーマソング初放映
  - 2025年2月16日の18時35分に総合テレビで初放送された、NHK放送100年関連番組のテーマソングを歴代の番組の映像とともに流れるスペシャルムービーの一部場面に本作品からがんこちゃん一家（がんこちゃん、お父さん、お母さん、おばあちゃん、がんぺーちゃん）が登場するカットシーンが挿入されている。番組終了後にNHK MUSICの公式YouTubeにて同映像のショートバージョン、同年4月9日にロングバージョンがそれぞれ配信された[1][2][3][4]。

## スタッフ
- 作（無印）・プロット監修（新）：末吉暁子
- 作（新・えいご）：押川理佐
- 人形デザイン：武田美穂
- 音楽：比呂公一
- 演奏：モッシュ
- 主題歌「がんがん　がんこちゃん」
  - 作詞：末吉暁子、作曲：比呂公一、歌：谷啓（1996年度 - 2010年度）、瀬川瑛子（2011年度 - 2015年度前期）
- 人形製作・美術：スタジオノーヴァ
- NHKスタッフ（2016年度）
  - ディレクター：早川淳
  - 演出：磯野洋好
  - 制作統括：吉田尚麿

## 関連商品

### 書籍
- ざわざわ森のがんこちゃんシリーズ（講談社）文：末吉暁子、絵：武田美穂
  - あたらしいおともだち（1997年4月）
  - いじわるバンバン（1997年8月）
  - 学校へいくのいや（1998年2月）
  - おかあさんきらい（1998年8月）
  - 学校おばけのなぞ（1998年12月）
  - たまごの子もり（2002年4月）
  - 森のキノコまじょ（2006年3月）
  - フーフーまるがやってくる！（2007年7月）
- 新ざわざわ森のがんこちゃんシリーズ（講談社）文：末吉暁子、絵：武田美穂
  - がんこちゃんはアイドル（2012年11月）
  - うんちしたの、だーれ？（2013年5月）
  - おばあちゃんのねがいごと（2013年11月）
- テレビ版ざわざわ森のがんこちゃんシリーズ（フレーベル館）作：末吉暁子、制作：スタジオノーヴァ
  - がんこちゃんのクリスマス（2002年7月）
  - がんこちゃんはえらい!?（2002年12月）
  - プリンセスがんこちゃん（2003年3月）
  - がんこちゃんのすいえいたいかい（2003年7月）
  - がんこちゃんのたんじょうび（2003年11月）

### 映像ソフト
1998年8月にVHSビデオとして、1996年度放送分の全20話を各4話ずつ収録した全5巻が発売された。その後、2001年11月に同内容の低価格版が発売されている。いずれも、販売元はポニーキャニオンで現在はすでに絶版となっている。

## テレビアニメ『がんがんがんこちゃん』
概要
2017年からはNHK BSプレミアムで5分アニメ版『がんがんがんこちゃん』が放送された。（2016年12月19日、26日に先行放送、2017年1月23日から全10話のレギュラー放送）。後にNHK Eテレでも放送を開始。
メインキャストは原典と同じだがアニメオリジナルキャラとして、がんこちゃんの世界に2020年からタイムマシンで来た少年「ゲンくん」（声 - 小林由美子）が登場。
2018年には第二期が開始されると報じられており、第二期序盤エピソード（12話）で登場人物が萌え擬人化して登場することが話題になった。
放送リスト
| 回    | タイトル                                   | 初回放送日      |
| 第1期 | 第1期                                      | 第1期           |
| ----- | ------------------------------------------ | --------------- |
| 1     | がんがんがが〜ん! ぼくのまちじゃない!?     | 2016年 12月19日 |
| 2     | がんがんがが〜ん! デンキがない!?           | 12月26日        |
| 3     | がんがんがが〜ん! たべられない!?           | 2017年 2月6日   |
| 4     | がんがんがが〜ん! コンビニがない!?         | 2月13日         |
| 5     | がんがんがが〜ん! トモダチじゃない!?       | 2月20日         |
| 6     | がんがんがが〜ん! おしりがあらえない!?     | 2月27日         |
| 7     | がんがんがが〜ん! いつものあたしじゃない!? | 3月6日          |
| 8     | がんがんがが〜ん! おこづかいがない!?       | 3月13日         |
| 9     | がんがんがが〜ん! ネットがない!?           | 3月20日         |
| 10    | ぼくのまちに かえれるかもしれない!?        | 3月27日         |
| 第2期 |                                            |                 |
| 11    | がんがんがが〜ん! ツムちゃん大きくなる!    | 2018年 2月4日   |
| 12    | がんがんがが〜ん! 不思議なお絵かき!        | 2月11日         |
| 13    | がんがんがが〜ん! 初めての夜の日!          | 2月18日         |
| 14    | ダジャレを言うのは誰じゃ!?                 | 2月25日         |
| 15    | がんがんがが〜ん! 砂漠の友達!              | 3月4日          |
| 16    | がんがんがが〜ん! 暗号をとけ!              | 3月11日         |
| 17    | ツルツルラーメン 食べたいなっ!             | 3月18日         |
| 18    | がんがんがが〜ん! がんこの一日             | 3月25日         |
スタッフ
- 監督 - 依田伸隆
- 原案 - 末吉暁子
- シリーズ構成・脚本 - 赤尾でこ
- キャラクター原案 - 武田美穂
- キャラクターデザイン - 竹田睦美
- 美術監督・撮影監督 - 松木大祐
- 編集 - 小林敦史
- 音楽 - 依田伸隆、栫秀司
- 音響監督 - 伊藤巧
- 効果 - 北方将実
- アニメーションプロデューサー - 高久美知子
- アニメーション制作 - 10GAUGE
- 制作 - NHKエンタープライズ
- 制作・著作 - NHK

主題歌
- テーマ曲
  - 作曲 - 比呂公一
  - 歌 - 松平健
- 絵描き歌
  - 作曲 - 依田伸隆
  - 歌 - 小林由美子

| NHK BSプレミアム 月曜18:25枠 | NHK BSプレミアム 月曜18:25枠 | NHK BSプレミアム 月曜18:25枠 |
| 前番組                       | 番組名                       | 次番組                       |
| ---------------------------- | ---------------------------- | ---------------------------- |
| おしりかじり虫               | がんがんがんこちゃん         | -                            |

## もしもドラマ がんこちゃんは大学生
放送20周年記念として2017年にNHK総合で放送された実写版ミニドラマ。がんこちゃんが現代の大学生（人間）となって様々な個性的な男の子に出会うという設定で描かれる。一話完結（3分）で計4話制作。人形劇とはがんこちゃん以外の登場人物・設定等に一切の繋がりがない。

### 登場人物
がんこちゃん
演 - 二階堂ふみ
どういうわけか人間の姿で現代の大学に通うことになった。人間になってもまっすぐで好奇心旺盛な性格で、恐竜時代のパワーも持ち合わせている。
ピンクの服と黄色いリボン、ポシェット、牙に見える大きな八重歯が特徴。
演じる二階堂も人形劇を見ていた世代で、作品のファンだという。
しかりちゃん
演 - 伊藤沙莉
がんこちゃんの親友の女子大生。がんこちゃんの好奇心によく巻き込まれる。
ネタクレくん
演 - 中川大志
第1話ゲスト。がんこちゃんの友人の大学生。
フォロワーが10000人いるSNS界のスターで、投稿に「いいね!」をもらうことに命を燃やす。
しかし、大勢の部活勧誘生達に押しつぶされてしまい、反対に周囲から恰好のSNSのネタにされてしまった。
ケンサクくん
演 - 宮崎吐夢
第2話ゲスト。がんこちゃんの友人の大学生。
常に無口で顔を見せず、何でもかんでもネット検索しないと気が済まない性格。会話のやり取りもメール文章で送らないと話しも聞かない。
ナンパたちにがんこちゃんが詰め寄られてしまうが、助けに行けず検索を用いて助かる方法を検索するも、大学生とは思えない中年の素顔を露わにし、逃げ出してしまった。
シュチョウくん
演 - 前野朋哉
第3話ゲスト。
ブナンくん
演 - 岡山天音
第4話ゲスト。

### 放送日
| 回 | タイトル                      | 初回放送日時            | 備考             |
| -- | ----------------------------- | ----------------------- | ---------------- |
| 1  | いいねが命!ネタクレくん       | 2017年3月7日 0:05-0:08  | 公式動画配信あり |
| 2  | 情報大好き!ケンサクくん       | 2017年3月8日 0:05-0:08  |                  |
| 3  | はっきり言うぞ!シュチョウくん | 2017年3月9日 0:05-0:08  |                  |
| 4  | 目立つの禁止!ブナンくん       | 2017年3月10日 0:05-0:08 |                  |

## ゲーム
- LINEパズルタンタン - 2020年3月30日より期間限定イベントとして参加。